# Coregonus wartmanni
Coregonus wartmanni es una especie de pez de la familia Salmonidae en el orden de los Salmoniformes.

## Morfología
Los machos pueden llegar alcanzar los 50 cm de longitud total.

## Reproducción
Es ovíparo y entierra los huevos en nidos desprotegidos.

## Alimentación
Se alimenta de zooplancton.

## Hábitat
Vive en masas de agua dulce hasta los 60 m de profundidad y entre los 4-15 °C de temperatura.

## Distribución geográfica
Se encuentra en Europa: lago de Constanza (Suiza, Alemania y Austria).